# 唐娜·普罗克特
唐娜·普罗克特（英語：Donna Procter，1969年10月16日—），澳大利亚女子游泳运动员。她曾代表澳大利亚参加1990年英联邦运动会游泳比赛，获得女子400米个人混合泳铜牌。她也曾参加1988年夏季奥运会。